# Intelsat 29e
Intelsat 29e ist ein ehemaliger kommerzieller Kommunikationssatellit des International Telecommunications Satellite Consortium (Intelsat). Er war von 2016 bis April 2019 in Betrieb und übertrug Video- und Datensignale in ganz Amerika und zu Flugzeugen über dem Nordatlantik.

## Geschichte
Intelsat 29e wurde am 27. Januar 2016 mit einer Ariane 5-Trägerrakete vom Raketenstartplatz Centre Spatial Guyanais in eine geostationäre Übergangsbahn gebracht. Die Trennung von der Oberstufe der Rakete erfolgte um 0:58 Uhr MEZ. Die endgültige Position im geostationären Orbit sollte am 7. Februar 2016 erreicht werden. Er sollte die Aufgabe von Intelsat 1R und Intelsat 805 übernehmen. Den Auftrag zum Bau von Intelsat 29e als ersten Satelliten für Intelsats EpicNG-Programm hatte Boeing am 4. September 2012 bekannt gegeben.
Am 7. April 2019 trat ein Schaden und ein Treibstoffleck am Antriebssystem des Satelliten auf. Seitdem ist er außer Kontrolle und driftete entlang der geostationären Bahn um zunächst etwa 0,5 Grad pro Tag nach Osten. Am 11. April passierte er mit einer Relativgeschwindigkeit von etwa 1 km/s den NASA-Satelliten TDRS 3. Eine Videoaufnahme von Intelsat 29e zeigt, dass er am selben Tag kurz aufblitzte und einige Sekunden später explosionsartig eine Gaswolke ausstieß. Danach wurden verschiedene Trümmerteile beobachtet und eine erhöhte Geschwindigkeit von einem Grad pro Tag gemessen.
Am 18. April 2019 erklärte Intelsat den Satelliten für verloren. Eine gemeinsam mit Boeing eingesetzte Untersuchungskommission kam zu dem Ergebnis, dass der Schaden entweder durch einen harness flaw (ein Verkabelungsproblem) und eine elektrostatische Entladung in Zusammenhang mit Sonnenwindaktivität oder durch den Einschlag eines Mikrometeoriten verursacht worden sei.

## Technik
Der dreiachsenstabilisierte Satellit war mit 249 Spot Ku-Band, 24 C-Band und ein Ka-Band Transpondern ausgerüstet und versorgte von der Position 50° West aus Nord- und Lateinamerika und den Nordatlantik mit Telekommunikationsdienstleistungen. Für das Ka-Band stand eine Gesamtbandbreite von 450 MHz zur Verfügung. Er war auf Basis des Satellitenbus Boeing 702MP der Boeing gebaut worden und hatte eine geplante Lebensdauer von 15 Jahren.